# Іасо
Іасо (Ясо, дав.-гр. Ἰασώ, Ἰησώ «ліки») — давньогрецьке божество, входить у групу богів медицини. Дочка Асклепій та Епіони.
Для древніх вона уособлювала хворобу . Її уподібнюють римській богині Ютюрні.
У неї було п’ять сестер: Акесо, Аглая, Гігіея, Панакея та Медітрини. Кожна із шести асоціювалася з аспектом здоров'я чи зцілення. Ми про неї знаємо дуже мало. Її, мабуть, вважали напівбогинею, на відміну від її сестри Панакеї, якій надали повний статус богині. Однак у Ясо були послідовники: Ясиди ("сини Ясо"). 